# La Grande Pagaille
Pour plus de détails, voir Fiche technique et Distribution.
La Grande Pagaille (Tutti a casa) est un film franco-italien de Luigi Comencini, sorti en 1960.

## Synopsis
Le film débute à l'armistice du 8 septembre 1943 pour s'achever au moment de l'insurrection de Naples, vingt jours plus tard.
Le sous-lieutenant Innocenzi (Alberto Sordi) et son détachement trouvent leur caserne abandonnée et constatent avec stupeur que les troupes allemandes les considèrent comme des ennemis. Innocenzi cherche à préserver un semblant d'autorité, mais ses soldats lui faussent compagnie à l'exception d'un seul, Ceccarelli (Serge Reggiani). 
Déguisés en civils grâce à des paysans, les deux hommes traversent des situations rocambolesques et tragiques. À Naples, le soldat Ceccarelli est abattu par un soldat allemand alors qu'il tentait de fuir, il meurt dans les bras d'Innocenzi. Celui-ci rejoint ensuite un groupe de résistants.

## Fiche technique
- Titre : La Grande Pagaille
- Titre original : Tutti a casa
- Réalisation : Luigi Comencini
- Scénario (histoire) : Agenore Incrocci, Furio Scarpelli
- Scénario : Luigi Comencini et Marcello Fondato
- Producteur : Dino De Laurentiis
- Production : Dino De Laurentiis Cinematografica
- Musique : Angelo Francesco Lavagnino
- Photographie : Carlo Carlini
- Montage : Nino Baragli
- Décors : Carlo Egidi
- Costumes : Ugo Pericoli
- Pays :  Italie et  France
- Genre : Comédie à l'italienne
- Durée : 120 minutes
- Format : Noir et blanc
- Son : Mono
- Date de sortie :
  -  Italie : 27 octobre 1960
  -  France : 19 mai 1961
- Affiche : Jean Mascii (France)

## Distribution
| - Alberto Sordi (VF : Andre Valmy) : Lieutenant Alberto Innocenzi - Eduardo De Filippo (VF : Pierre Asso) : le père du sous-lieutenant - Serge Reggiani (VF : lui-même) : Ceccarelli - Martin Balsam (VF : Pierre Leproux) : Sergent Fornaciari - Alex Nicol : Le prisonnier américain - Carla Gravina : Silvia Modena - Didi Perego : Caterina - Claudio Gora (VF : Louis Arbessier) : Le Colonel | - Mario Feliciani (VF : Jean Michaud) : Le Capitaine Passerini - Jole Mauro : Maria Fornaciari - Mac Ronay : Evaristo Brisigoni - Vincenzo Musolino (VF : Jean Violette) : le premier fasciste - Mario Frera : Le second fasciste - Mino Doro (VF : Rene Blancard) le major Nocella - Silla Bettini (VF : Jacques Marin) : lieutenant Di Fazio - et avec la voix de Maurice Pierrat |

## Commentaire
Selon Freddy Buache, Luigi Comencini a cherché à donner au vaudeville une allure réaliste. Ce mélange domine Tutti a Casa (littéralement : tout le monde à la maison) dont l'action se situe au cours de la période extrêmement confuse de l'armistice signé par le maréchal Badoglio : 
« Pour les soldats allemands occupant la péninsule, d'une minute à l'autre, les alliés italiens devinrent des ennemis, ce qui n'alla pas, on s'en doute, sans plusieurs chassés-croisés, quiproquos ou aventures tragi-comiques. »
Quoi qu'il en soit, « sur le thème grave du "passage de la guerre subie à la guerre populaire" - suivant l'expression du réalisateur lui-même -, Comencini a bâti un film qui joue constamment sur les ruptures de ton, sur les va-et-vient du drame à la farce. Ces ruptures ne sont pas artificielles, elles expriment un sens très juste de ce qu'il peut y avoir de grotesque ou de ridicule dans les situations les plus douloureuses », remarque Jean A. Gili
Dans la préface au scénario du film, Comencini rappelle que « Tutti a Casa n'est pas un film de guerre. C'est un voyage à travers l'Italie de quatre hommes en débandade qui veulent rentrer à la maison. Le lieutenant Innocenzi (Alberto Sordi) n'est pas un lâche, c'est un officier qui tient énormément à son grade et qui cherche, jusqu'au bout, à accomplir ce qu'il estime être son devoir. L'unique problème est que, sans le savoir, c'est un officier qui n'a rien compris. Et nous l'avons fait officier, non pour lui donner une promotion, mais parce que nous considérons que le drame de l'armistice de 1943 a été surtout celui des officiers. »